# Heterospingus rubrifrons
Heterospingus rubrifrons là một loài chim trong họ Thraupidae.